# Medalha Swan
A Medalha Swan (em inglês:  Swan Medal) é um prêmio em física aplicada do Instituto de Física (IOP), destinado a aplicações de destaque da física na indústria ou seu meio comercial. É denominado em memória de Joseph Wilson Swan, um dos pioneiros da lâmpada incandescente.

## Recipientes
- 2008 Donal Denvir, Andor Technology plc (Hochleistungs Digitalkameras)
- 2009 Richard Friend, David Fyfe, Cambridge Display Technology (CDT) (lichtemittierende Polymere, Flachbildschirme und Beleuchtungstechnik)
- 2010 Michael Pepper, University College, London, Halbleiterphysik unter anderem bei Toshiba Research Europe, Cambridge Laboratory, Tera View Ltd.
- 2011 Graham John Bartey, Oxford Instruments NanoScience, Anwendungen Tieftemperaturphysik in der Hochtechnologie
- 2012 David McMurtry, John Deer, Renishaw plc, Metrologische Instrumente
- 2013 Stuart Parkin, spintrônica